# Night Slashers
Night Slashers (ナイト • スラッシャーズ) est un jeu vidéo de type beat them all développé et distribué par Data East sur borne d'arcade en septembre 1993.

## Actualité
Night Slashers a droit à son remake : Night Slashers Remake . L'annonce de ce remake a été faite en Août 2024 pour sortir le 26 Septembre 2024.
Développé par Storm Trident SA et édité par Forever Entertainment, deux société polonaise spécialisée dans la production et le portage de jeux vidéos, ce remake apportera une refonte graphique pour les supports actuels. Les développeurs de Storm Trident SA ont tout de même souhaité conserver les animations d'époque.